# Верзе
Верзе (фр. Verzée) је река у Француској. Дуга је 52 km. Улива се у Удон. 